# Ptáčovský kopeček
Ptáčovský kopeček este o arie protejată (arie specială de conservare — SAC, sit de importanță comunitară — SCI) din Republica Cehă întinsă pe o suprafață de 0,36 ha, integral pe uscat.

## Localizare
Centrul sitului Ptáčovský kopeček este situat la coordonatele 49°14′04″N 15°55′54″E / 49.234444°N 15.931667°E.

## Înființare
Situl Ptáčovský kopeček a fost declarat sit de importanță comunitară în aprilie 2005 pentru a proteja 1 specie de plante. Situl a fost protejat și ca arie specială de conservare în august 2012.

## Biodiversitate
Situată în ecoregiunea continentală, aria protejată nu include niciun habitat protejat.
La baza desemnării sitului se află o specie protejată de  plante: sisinei (Pulsatilla grandis).